# Челак, Григорий Ильич
Григорий Ильич Челак (первоначально Чолак; 3 ноября 1925, Четатя-Албэ — 7 марта 2009, Нетания, Израиль) — русский писатель, журналист, редактор.

## Биография
Родился в Аккермане (Бессарабия), в семье портового грузчика (впоследствии директора магазина) Ихила Ирмовича (Гершовича) Чолака (1892—1966). До присоединения Бессарабии к СССР успел закончить пять классов румынской гимназии. В годы Великой Отечественной войны — с родителями в эвакуации; в 1942 году ушёл добровольцем на фронт, с февраля 1943 года служил корреспондентом и наборщиком дивизионной газеты 57-й гвардейской стрелковой дивизии, в 1945 году — в 57-м и 174-м зенитно-стрелковых полках, лейтенант; награждён медалью «За взятие Берлина».
Демобилизовавшись 27 апреля 1947 года, окончил филологический факультет Кишинёвского университета, работал сельским учителем, затем корректором в районной газете.
После переезда в Кишинёв был назначен ответственным секретарём газеты «Вечерний Кишинёв». Дебютировал в конце 1950-х годов литературной критикой. Публиковался в литературном журнале «Днестр» (позже «Кодры»), выпустил четыре книги художественной прозы. Оконченный им в 1974 году роман-памфлет «Рядом со львом» получил хождение в самиздате, что привело к увольнению писателя из газеты «Вечерний Кишинёв» и к невозможности дальнейших публикаций. Позднее он работал литсотрудником в Молдавском республиканском обществе охраны природы.
В 1981 году эмигрировал в Израиль, работал редактором в русскоязычном издательстве в Тель-Авиве, опубликовал восемь прозаических сборников (романы «Рядом со львом», «Большой театр», «Дорога на Вангангу», «Вино из Молдавии», «Пусти стрелы свои», повести и рассказы).

## Семья
- Жена (с 1954 года) — Эльвира Исааковна Розенберг (1937—1998), инженер-электрик, заведующая отделом кабельной продукции в Молдглавупрснабе.
  - Сыновья — Борис Челак, капитан торгового флота израильской судоходной кампании «Цим»; Григорий Челак, офицер армии обороны Израиля.

## Книги
- Советуясь с совестью (очерки, с В. А. Денисовым). Кишинёв: Картя молдовеняскэ, 1962.
- Семь слов о тебе (рассказы). Кишинёв: Картя молдовеняскэ, 1968. — 164 с.
- Плоды дерева сего (рассказы). Кишинёв: Картя молдовеняскэ, 1971.
- Год первый, год последний (повесть и рассказы). Кишинёв: Картя молдовеняскэ, 1974. — 176 с.
- Рядом со львом (роман-памфлет). Тель-Авив: Хокен, 1982. — 345 с.
- Большой театр (роман). Тель-Авив: Хокен, 1982. — 246 с.
- Пусти стрелы свои: весёленькая повесть о жизни, смерти и бессмертии Хершеле Граника, учителя, советчика и врачевателя людей (роман). Тель-Авив: Хокен, 1983. — 282 с.
- Вино из Молдавии (роман). Тель-Авив: Хокен, 1986. — 253 с.
- Дорога на Вангангу (роман). Тель-Авив: Хокен, 1988. — 305 с.